# 忍法封印いま破る
『忍法封印いま破る』（にんぽうふういんいまやぶる）は、山田風太郎の時代小説。忍法帖シリーズ22番目の長編。『報知新聞』に1968年10月28日から1969年4月30日にかけて掲載され、1969年に報知新聞社から単行本が刊行された。題名は、『報知新聞』連載時および初刊本は『忍法封印』。角川文庫版で『忍法封印いま破る』に改題された。
『銀河忍法帖』の続編で、物語の最初に、前作で活躍した安馬谷刀印、牛牧僧五郎、狐坂銀阿弥、象潟杖兵衛、魚ノ目一針から成る伊賀組五人衆についての回想がある。

## 物語
佐渡奉行・大久保長安の死後、彼の血を引く者すべて抹殺せよと命じられた甲賀組の忍者五人衆。長安の末子・おげ丸は、父の遺児を身籠もった3人の側室を守り、防御にのみ忍法を使い、攻撃は忍法を封印して戦う。

## 登場人物

### 大久保家ほか
- 大久保長安（おおくぼ ちょうあん）[1] - 幕府老中で八王子3万石の大名。佐渡金山や石見銀山の総奉行。
- おげ丸（おげまる） - 大久保長安の末子。
- 服部半蔵正重（はっとり はんぞう まさしげ） - 3代目服部半蔵[2]。幕府忍び組頭領。

### 甲賀忍者
- 麻羽玄三郎（あさは げんざぶろう） - 甲賀組五人衆。
- 漆鱗斎（うるし りんさい） - 同上。
- 高安篠兵衛（たかやす しのべえ） - 同上。
- 栃ノ木夕雲（とちのき せきうん） - 同上。
- 釜伏塔之介（かまぶせ とうのすけ） - 同上。若衆姿の美少年。顔を自在に変えられる。

### 伊賀くノ一
- お芦（おあし） - 服部屋敷の侍女。
- お都奈（おつな） - 服部半蔵の妹。
- お菱（おひし） - 服部屋敷の侍女。

## 書誌情報
- 『忍法封印』 報知新聞社、1969年
- 『天の川を斬る、忍法封印』（山田風太郎全集 6） 講談社、1972年
- 『忍法封印いま破る』　角川文庫、1978年
- 『忍法封印いま破る』（山田風太郎傑作忍法帖）　講談社ノベルス・スペシャル、1996年